# IND Eighth Avenue Line
A Linha da Oitava Avenida (IND), em inglês:  IND Eighth Avenue Line é uma das linhas de trânsito rápido do metrô de Nova Iorque. Foi inaugurada em 10 de setembro de 1932 (92 anos). Esta linha é uma secção da rede ferroviária que é operada pelo IND (em inglês:  Independent Subway System), que é uma subdivisão da Divisão B do Metrô de Nova Iorque.